# Institut Tecnològic de Tòquio
L'Institut Tecnològic de Tòquio (東京工業大学, Tōkyō Kōgyō Daigaku, abreviatures oficials TokyoTECH, Tokodai o informalment TITech, TIT) és una universitat nacional d'investigació situada a l'àrea del Gran Tòquio, Japó. Tokyo Tech és la institució d'educació superior més gran del Japó dedicada a la ciència i la tecnologia, una de les cinc primeres universitats nacionals designades i seleccionada pel govern japonès com a universitat de tipus superior del projecte universitari superior global. Generalment es considera una de les universitats més prestigioses del Japó.
El campus principal de TokyoTECH es troba a Ōokayama, al límit de Meguro i Ota, amb la seva entrada principal davant de l'estació d'Ōokayama. Altres campus es troben a Suzukakedai i Tamachi.
TokyoTECH s'organitza en 6 escoles, dins de les quals hi ha més de 40 departaments i centres de recerca. TokyoTECH tenia matriculats 4.734 estudiants de grau i 1.464 estudiants de postgrau al curs 2015-2016. Ocupa uns 1.100 professors. L'Institut Tecnològic de Tòquio va produir un Ph.D. Hideki Shirakawa, guardonat amb el Premi Nobel de Química.
L'Institut Tecnològic de Tòquio va ser fundat pel govern del Japó com a Escola Professional de Tòquio el 26 de maig de 1881, 14 anys després de la Restauració Meiji. Per aconseguir la ràpida posada al dia amb Occident, el govern esperava que aquesta escola conreés nous artesans i enginyers modernitzats. El 1890, va ser rebatejada com a Escola Tècnica de Tòquio. El 1901, va canviar el nom a Tokyo Higher Technical School.
Tokyo Tech té tres campus, el campus d'Ōokayama a Ōokayama Meguro com a campus principal, el campus de Tamachi a Shibaura i el campus de Suzukakedai, situat a Nagatsuta, Midori-ku a Yokohama.
TokyoTech consta de 6 escoles, diversos departaments i l'Institut d'Arts Liberals:
- Escola de Ciències (ja)
  - Departament de Matemàtiques
  - Departament de Física
  - Departament de Química
  - Departament de Ciències de la Terra i Planetàries
- Escola d'Enginyeria (ja)
  - Departament d'Enginyeria Mecànica
  - Departament d'Enginyeria de Sistemes i Control
  - Departament d'Enginyeria Elèctrica i Elèctrica
  - Departament d'Enginyeria de la Informació i la Comunicació
  - Departament d'Enginyeria Industrial i Economia
- Escola de Ciències de la Vida i Tecnologia (ja)
  - Departament de Ciències de la Vida i Tecnologia
- Escola d'Informàtica (ja)
  - Departament de Ciències Matemàtiques i Informàtiques
  - Departament d'Informàtica
- Escola de Medi Ambient i Societat (ja)
  - Departament d'Arquitectura i Enginyeria de l'Edificació
  - Departament d'Enginyeria Civil i Ambiental
  - Departament de Ciència i Enginyeria Transdisciplinàries
  - Departament de Ciències Socials i Humanes
  - Gestió de la Innovació Tecnològica / Departament de Ciència de la Innovació
- Institut d'Arts Liberals

Laboratoris de recerca:
- Laboratori de Recursos Químics
- Laboratori de Precisió i Intel·ligència
- Laboratori de Materials i Estructures
- Laboratori de Recerca en Reactors Nuclears
- Centre de recerca en nanoelectrònica quàntica[5]
- Institut de Ciències de la Vida de la Terra (ELSI)